# Schießpulver
Schießpulver, auch Schießstoff genannt, ist ein Sammelbegriff für pulverartige Treibmittel von Feuerwaffen, die abgewandelt auch als Treibsätze für Raketen eingesetzt werden können. 

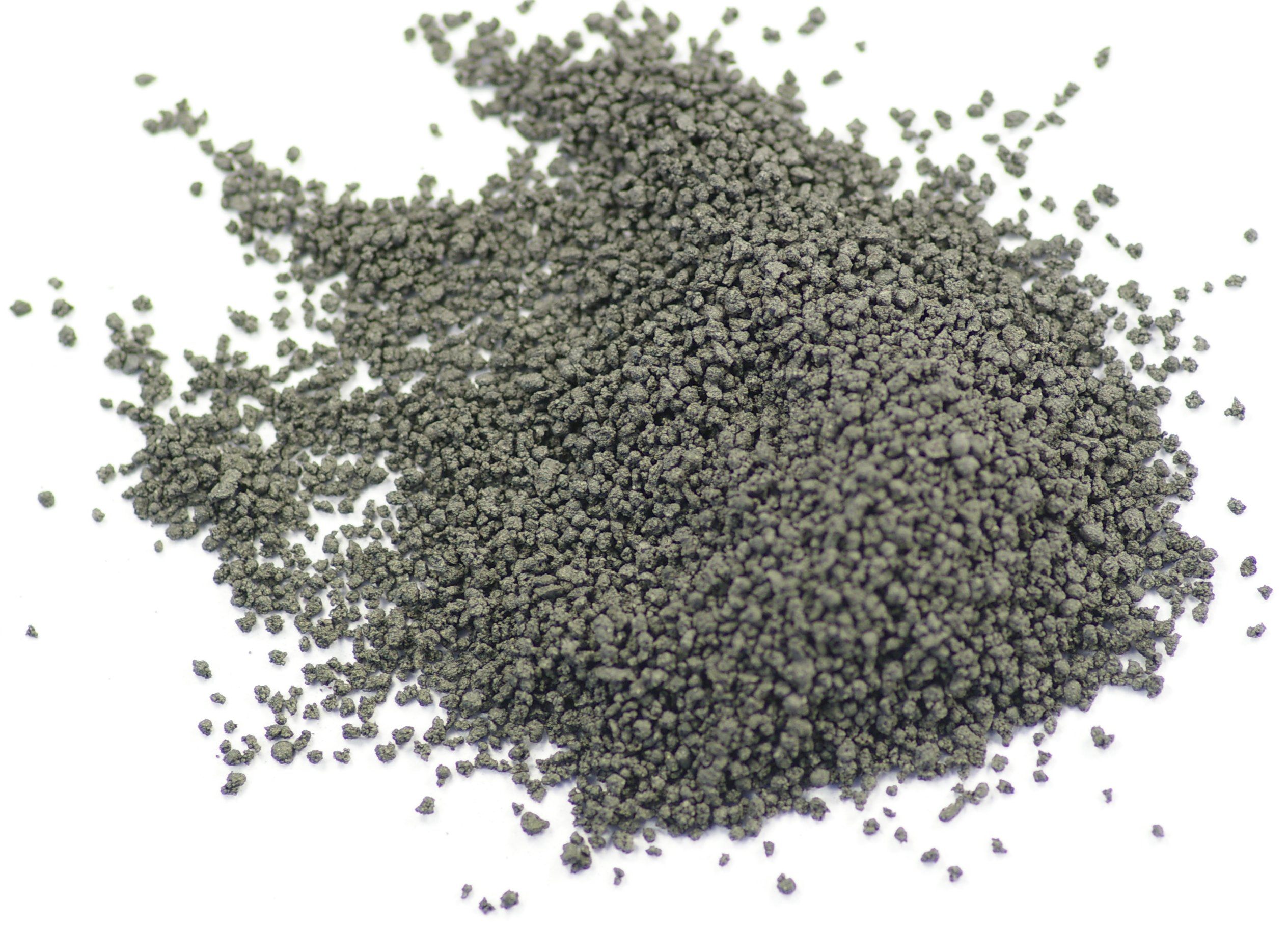
Schießpulver (Pyrodex)

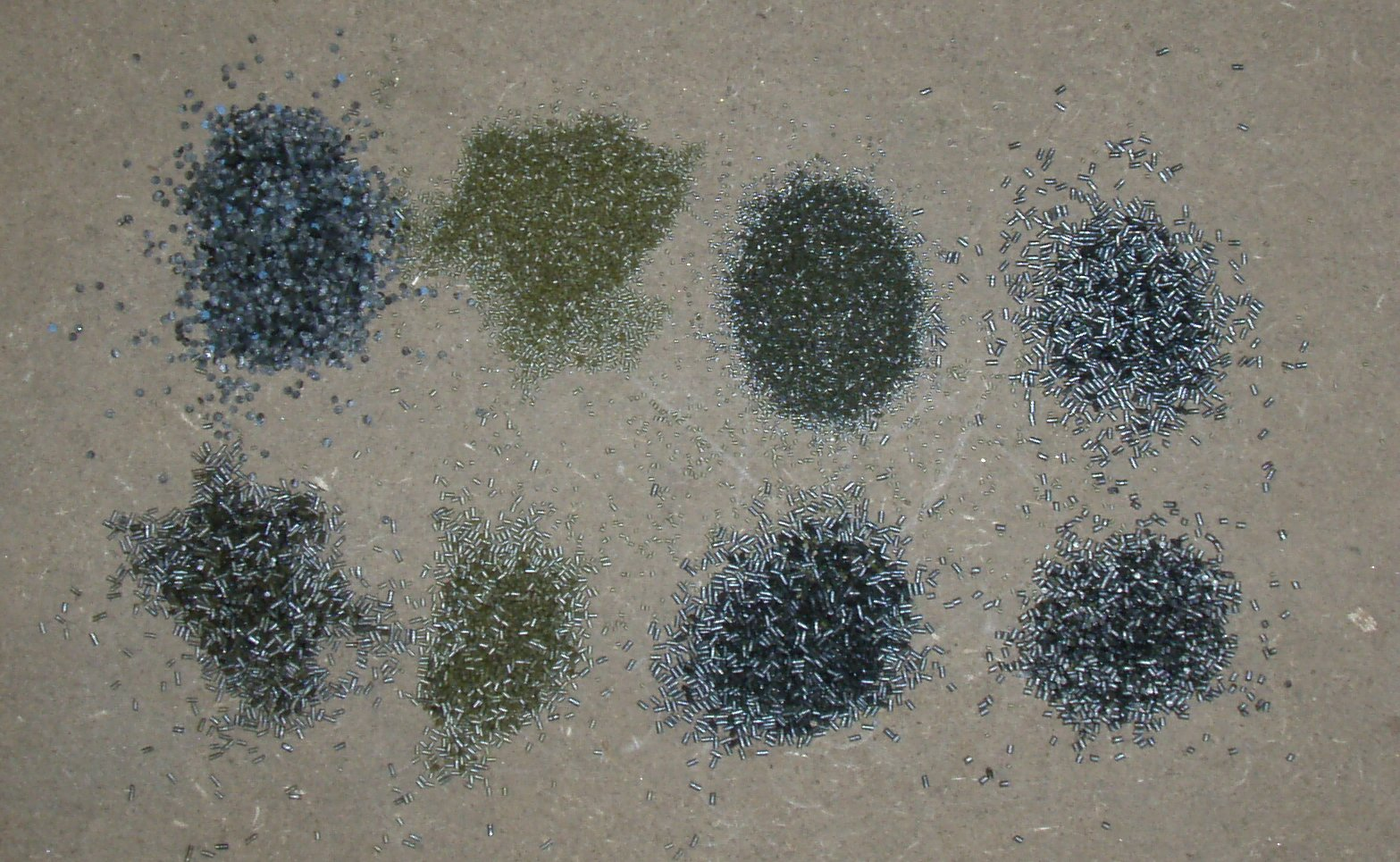
NC-Pulver unterschiedlicher Sorten

Schwarzpulver, das bereits mehrere Jahrhunderte v. Chr. in Indien bekannt war, war das erste bekannte Treibmittel für Feuerwaffen und Feststoffraketen und wird  auch heute noch verwendet. Nassbrandpulver war eine Weiterentwicklung für die Verwendung in Vorderladerwaffen. Nitrozellulosepulver, das im Gegensatz zu dem früher verwendeten Schwarzpulver aus den sogenannten rauchschwachen Zellulosenitratpulvern besteht, ist heute weitverbreitet. Anstatt der historisch vom Schwarzpulver stammenden Bezeichnung „Schießpulver“ wird heute auch der Begriff Treibladungspulver verwendet. Diese gehören zusammen mit den Initialsprengstoffen, Sprengstoffen, Schwarzpulver, Zündmitteln und pyrotechnischen Sätzen zu den Explosivstoffen.
Ein Gramm Schwarzpulver erzeugt rund 0,33 l Verbrennungsgas, während modernes Schießpulver je Gramm rund 0,75 l Gas erzeugt. Die Verbrennungsgeschwindigkeit ist abhängig von der Art des Pulvers und vom Druck während des Verbrennungsvorgangs. Sie ist zugleich die maximal mögliche Mündungsgeschwindigkeit des Projektils. Aus physikalischen Gründen kann die Verbrennungsgeschwindigkeit die Schallgeschwindigkeit (im Feststoff) nicht übersteigen. Technisch erreichbar sind heute theoretisch 2500 m/s. In der Praxisanwendung werden maximal 2000 m/s erreicht.

## Rauchschwache Pulver / Nitrozellulosepulver
Bei modernen Waffen werden vorwiegend rauchschwache Nitrozellulosepulver (NC-Pulver) als Treibladung verwendet.

## Polymertreibladungen
Zu den aktuellen Entwicklungssträngen zählen Versuche mit Treibladungspulvern, die zumindest zum Teil in Polymere eingeschlossen werden. Dies soll die Empfindlichkeit bei Transport, Lagerung sowie bei Beschuss und Brand herabsetzen. Unter anderem ist in Kunststoff eingegossenes Hexogen als Zusatz zu herkömmlichen Treibladungen in der Erprobung.